# ONE PIECE 海賊無雙3
《航海王 海賊無雙3》（中国大陆官方译为）為光榮特庫摩所開發，以《ONE PIECE》為題材的無雙動作遊戲，平台為PlayStation 4、PlayStation 3、PlayStation Vita和Steam，由南夢宮萬代發行，發售日是2015年3月26日。2017年12月21日，於Nintendo Switch平台上發售收錄曾發布的各項服裝及挑戰劇情(DLC) 的「航海王：海賊無雙3 豪華版」。

## 评价
《游戏机实用技术》杂志给出23/30，称游戏难度较高，适合有耐心的玩家或系列爱好者游玩。